# 鄧淑明
鄧淑明，JP，MH（Dr. Winnie Tang Shuk-ming）是香港資訊科技界人士，專欄作家，Esri中國(香港)有限公司創辦人及主席。

## 簡歷
鄧淑明於90年代將地理資訊系統（GIS）引入香港。在2003年沙士疫症爆發期間，她自發製作『沙士電子地圖』，顯示出散播的情況，每天更新感染人數及病人所在地資料。

## 學歷
- 1992年 香港大學完成學士學位課程
- 1999年 香港大學完成博士學位課程

## 公職及專業服務
她分別在2006年及2011年當選為選舉委員會資訊科技界別分組委員，而在2012年至2015年擔任葵青區議會委任議員 。她曾任互聯網專業協會（iProA）會長（2006 - 2012）。
不過，2011年有報導指其於該屆區議會會議和轄下委員會會議的出席率只有16.7%，是全港委任議員中出席率最低者，但次屆仍獲委任為葵青區區議員 。

## 獎項
- 2001年 -「香港十大傑出數碼青年獎」[5]
- 2004年 - 香港美國商會舉辦的「具影響力的女性」選為「年度傑出女青」[6]
- 2006年 -「香港十大傑出青年獎」[7]
- 2009年 -香港大學「理學院傑出校友」[8]

## 外部連結
- 鄧淑明博士個人網站 （页面存档备份，存于）
- 葵青區議會